# Logical Disk Manager
Logical Disk Manager (LDM, Менеджер логических дисков) — реализация Менеджера логических дисков (Logical Volume Manager) для Microsoft Windows NT, разработанной Microsoft и Veritas Software. Впервые была представлена в операционной системе Windows 2000 и поддерживалась в Windows XP, Windows Server 2003, Windows Vista, Windows 7 и Windows 8. Основанная на MMC оснастка Disk Management (diskmgmt.msc) содержит в себе Менеджер логических дисков. В Windows 8 и Windows Server 2012 на замену LDM пришёл Storage Spaces.
Менеджер логических дисков позволяет создавать диски динамическими (dynamic), в противоположность стандартному базовому (basic) формату тома. Базовые и динамические тома различаются способностью расширяться больше чем на один физический диск. Базовые тома создаются с фиксированным размером на одном физическом диске. Динамические же могут быть увеличены с помощью пространства на том же или другом физическом диске. (Подробнее информацию о различиях можно посмотреть ниже в разделе #Базовые и динамические тома)

## Обзор
Базовый раздел включает в себя разделения диска на первичный и расширенный разделы диска. По этому принципу работали все версии Windows, основанные на DOS-подобном методе хранения, и диски, отформатированные по данному принципу, называются базовыми. Динамические хранилища предполагают использование одного раздела, покрывающего весь диск, и собственно диска, поделенного на тома или объединённого с другими дисками для формирования томов, размер которых больше размера диска. Тома могут использовать любую поддерживаемую файловую систему.
Базовые диски могут быть преобразованы в динамические; однако, после этой процедуры диск не так просто преобразовать в базовый диск. Во-первых, для проведения преобразования информация на динамическом диске должна быть скопирована на другое устройство хранения. Во-вторых, динамический диск должен быть отформатирован. И наконец, информация должна быть скопирована на свежеотформатированный базовый диск.
Динамические диски обеспечивают лучшую совместимость с программным обеспечением для создания RAID. Главный недостаток динамических дисков в Microsoft Windows — то, что они могут быть распознаны только определёнными операционными системами, такими как Windows 2000 или более поздние (кроме версий, подобных Windows XP Home Edition, Windows Vista Home Basic and Premium), FreeBSD, или ядра Linux начиная с версии 2.4.8.
Динамические диски под Windows предусматривают использование базы данных, хранящейся на диске (дисках). Такие тома называют динамическими. Максимум возможно иметь до 2000 динамических томов, но максимальное рекомендуемое Microsoft количество томов — 32.

## Типы таблицы разделов
| ID (GUID Partition Table и MBR Partition Table)      | Описание                                                                                              |
| ---------------------------------------------------- | --- |
| GPT: 5808C8AA-7E8F-42E0-85D2-E1E90434CFB3 MBR: None1 | раздел «метаданные». Область диска, содержащая конфигурационную информацию, описывающая диск для LDM. |
| GPT: AF9B60A0-1431-4F62-BC68-3311714A69AD MBR: 0x42  | раздел «информации». Область диска, используемая для непосредственного хранения томов LDM.            |

↑  На диске, размеченном со схемой разметки MBR, метаданные Logical Disk Manager не хранятся в разделе, а находятся в области в конце диска, которая не назначена никакому разделу и занимает 1 MiB. Утилиты по разметке диска в Windows XP не будут использовать эту область для разметки диска, но утилиты в других ОС могут использовать это пространство.

## Базовые и динамические тома
Динамические тома — собственный формат Microsoft, разработанный совместно с Veritas (приобретена Symantec).
Базовые и динамические тома отличаются способностью расширяться больше чем на один физический диск. Базовые тома создаются с фиксированным размером на одном физическом диске. Динамические же могут быть увеличены с помощью пространства на том же или другом физическом диске. Динамические тома, использующие пространство на разных физических дисках, называются составными томами. В настоящее время составной том может состоять из 32 физических дисков.
Главное отличие между базовыми и динамическими дисками:
- Динамические диски поддерживают многораздельные тома; базовые — нет
- Windows хранит информацию о разделах базового диска в реестре, а динамического на самом диске.

Динамические диски поддерживают более гибкую настройку без необходимости перезагрузки системы.
Некоторое пространство в конце диска зарезервировано при установке на случай необходимости преобразования диска в динамический. Объём зарезервированного пространства составляет по меньшей мере один цилиндр или 1 MB, в зависимости от того, что больше. Цилиндр может быть объёмом до 8 MB, в зависимости от геометрии диска и смещения.
Операции, общие для базовых и динамических дисков:
- Проверка свойств диска, таких как ёмкость, доступное свободное пространство и текущий статус.
- Просмотр свойств томов и разделов, таких как размер, назначенная буква, наименование, тип и файловая система.
- Установка буквенного обозначения для томов или разделов, а также для устройств CD-ROM.
- Установка свойств общего доступа и защиты для томов или разделов.
- Преобразование базового диска в динамический или динамического в базовый.

## Проблемы совместимости
Менеджер дисков в Windows Vista создаёт разметку относительно выравнивания 1 MiB, игнорируя предыдущее соглашение "геометрии " или «CHS». Другими словами, менеджер дисков в Vista действует согласно нестандартной CHS геометрии с 2048 секторами на дорожку/головку и 1 дорожка/головку на цилиндр (сектора объёмом 512 байт. 2048 секторов даёт 1 MiB).

### Проблемы совместимости при использовании границы выравнивания 1 MiB
- Расширенные таблицы разделов, редактированные в менеджере дисков Windows Vista не следует редактировать в менеджере дисков Windows XP. Менеджер дисков XP может удалить эти расширенные разделы без предупреждения.[10] Единственным способом исправить смешанные таблицы разделов — удаление всех разделов (удалить или переподключить диск) и использовать только один редактор раздела на диск.
- Невозможно установить Windows XP[11] или Windows Server 2003[12] на разделы, созданные в менеджере дисков Vista.
- Выравнивание в 1 MiB игнорует старое соглашения CHS такие как регулярные интервалы в которых записывается начало и конец раздела, а также расстояние между расширенной загрузочной записью и соответствующему ей логическому диску.[9]